# Peggiopsis nigrovenosa
Peggiopsis nigrovenosa är en insektsart som först beskrevs av Frederick Arthur Godfrey Muir 1915.  Peggiopsis nigrovenosa ingår i släktet Peggiopsis och familjen Derbidae. Inga underarter finns listade i Catalogue of Life.